# Cathédrale du Sacré-Cœur de Moundou
Pour les articles homonymes, voir Cathédrale du Sacré-Cœur.
La cathédrale du Sacré-Cœur de Moundou est le siège du diocèse de Moundou au Tchad. Elle est consacrée au Sacré-Cœur de Jésus.

## Historique
Dans les années 1950, son vicaire était Mgr Samuel Gaumain.
En 1993, elle eut à souffrir de troubles confessionnels.
Le 18 mars 1998, des soldats y pénétrèrent pendant la Messe et enlevèrent et brutalisèrent le prêtre et des fidèles.
Les travaux de construction de la nouvelle cathédrale de Moundou sont lancés à la fin de l'année 1999, dans le quartier de Dombao.
Ses locaux y hébergent le Service d'Accueil des Missionnaires.